# Agropyron duvalii
Agropyron duvalii är en gräsart som först beskrevs av Henri Loret och A. Barrandon, och fick sitt nu gällande namn av Georges Rouy. Agropyron duvalii ingår i släktet kamveten, och familjen gräs. Inga underarter finns listade i Catalogue of Life.